# Big Black
Big Black là một ban nhạc rock người Mỹ thành lập tại Evanston, Illinois, hoạt động từ năm 1981 tới 1987. Được sáng lập bởi ca sĩ và tay guitar Steve Albini, ngoài Albini, đội hình gốc của ban nhạc còn có tay guitar Santiago Durango và tay bass Jeff Pezzati, cả hai đều của Naked Raygun. Năm 1985, Pezzati được thay thế bởi Dave Riley, người góp mặt trong hai album phòng thu của nhóm, Atomizer (1986) và Songs About Fucking (1987).
Âm nhạc Big Black đặc trưng bởi tiếng guitar "lanh canh" và việc sử dụng trống máy thay vì drum kit, những yếu tố thiên về industrial rock. Họ đi ngược lại những gì thương mại của nhạc rock, và tự mình quản lý tất cả những kía cạnh trong sự nghiệp của họ. Ngoài hai album phòng thu, Big Black còn phát hành hai album trực tiếp, hai album tổng hợp, bốn EPs, và năm đĩa đơn, tất cả đều ra những hãng đĩa thu âm độc lập.

## Thành viên
- Steve Albini – hát chính, guitar, chương trình trống máy[I] (1981–87)
- Jeff Pezzati – guitar bass, hát nền (1983–84)
- Santiago Durango – guitar, hát nền (1983–87)
- Dave Riley – guitar bass, hát nền (1985–87)

^ I Trống máy của ban nhạc được gọi là "Roland".

## Đĩa nhạc

### Album phòng thu
| Năm  | Chi tiết                                                                           |
| ---- | ---------------------------------------------------------------------------------- |
| 1986 | Atomizer - Phát hành: 1986 - Hãng đĩa: Homestead - Định dạng: LP                   |
| 1987 | Songs About Fucking - Phát hành: 1987 - Hãng đĩa: Touch and Go - Định dạng: LP, CD |

### Album trực tiếp
| Năm  | Chi tiết                                                                                   |
| ---- | ------------------------------------------------------------------------------------------ |
| 1987 | Sound of Impact - Phát hành: 1987 - Hãng đĩa: Walls Have Ears - Định dạng: LP              |
| 1992 | Pigpile - Phát hành: ngày 5 tháng 10 năm 1992 - Hãng đĩa: Touch and Go - Định dạng: LP, CD |

### Album tổng hợp
| Năm  | Chi tiết |
| ---- | --- |
| 1986 | The Hammer Party - Phát hành: 1986 - Hãng đĩa: Homestead - Định dạng: LP, CD                                    |
| 1987 | The Rich Man's Eight Track Tape - Phát hành: ngày 12 tháng 10 năm 1992 - Hãng đĩa: Touch and Go - Định dạng: CD |

### EP
| Năm  | Chi tiết                                                                   |
| ---- | -------------------------------------------------------------------------- |
| 1982 | Lungs - Phát hành: December 1982 - Hãng đĩa: Ruthless - Định dạng: EP      |
| 1983 | Bulldozer - Phát hành: December 1983 - Hãng đĩa: Fever - Định dạng: EP     |
| 1984 | Racer-X - Phát hành: 1984 - Hãng đĩa: Homestead - Định dạng: EP            |
| 1987 | Headache - Phát hành: Spring 1987 - Hãng đĩa: Touch and Go - Định dạng: EP |

### Đĩa đơn
| Năm  | Chi tiết |
| ---- | --- |
| 1985 | "Rema-Rema" - Phát hành: 1985 - Hãng đĩa: Forced Exposure - Định dạng: 7"                                   |
| 1985 | "Il Duce" - Phát hành: 1985 - Hãng đĩa: Homestead - Định dạng: 7", 12"                                      |
| 1987 | "Heartbeat" - Phát hành: ngày 13 tháng 7 năm 1987 - Hãng đĩa: Touch and Go - Định dạng: 7"                  |
| 1987 | "He's a Whore" / "The Model" - Phát hành: ngày 13 tháng 7 năm 1987 - Hãng đĩa: Touch and Go - Định dạng: 7" |
| 1992 | "In My House" - Phát hành: ngày 5 tháng 10 năm 1992 - Hãng đĩa: Touch and Go - Định dạng: 5"                |

### Album video
| Năm  | Chi tiết                                                            |
| ---- | ------------------------------------------------------------------- |
| 1992 | Pigpile - Phát hành: 1992 - Hãng đĩa: Touch and Go - Định dạng: VHS |